# Мандер (Канада)
Манде́р, або Мондер (англ. Mundare) — містечко в центральній частині провінції Альберта (Канада). Розташоване за 70 км на схід від Едмонтона і за 24 км на захід від Веґревіля. За 30 км на захід від Мандера розташований національний парк Елк-Айленд.
Мандер (спершу мав назву Біверлейк) був першою місійною станицею отців Василіян у Канаді (також Сестер Служебниць Непорочної Діви Марії). Мандер є важливим українсько-католицьким осередком, тут діють новіціят отців Василіян (давніше був осідком і Сестер Служебниць Непорочної Діви Марії), їх друкарня і школи та був осідком їх протоігуменату в Канаді і ЗДА (до 1948).
Мандер — найбільше в Канаді українське відпустове місце (головний відпуст у свято святих Петра і Павла).
Тут є цінна бібліотека отців Василіян (близько 20 000 томів) та музей з близько 10 000 експонатів, у тому числі збірники українських і чужинецьких рукописів і стародруків (між ними Острозька біблія з 1581 p.), документи і листи, нумізматична і філателістична збірки (найцінніші пам’ятки придбав для музею отець Й. Жан).
Якийсь час населення містечка складалось майже повністю з українців.

## Історія

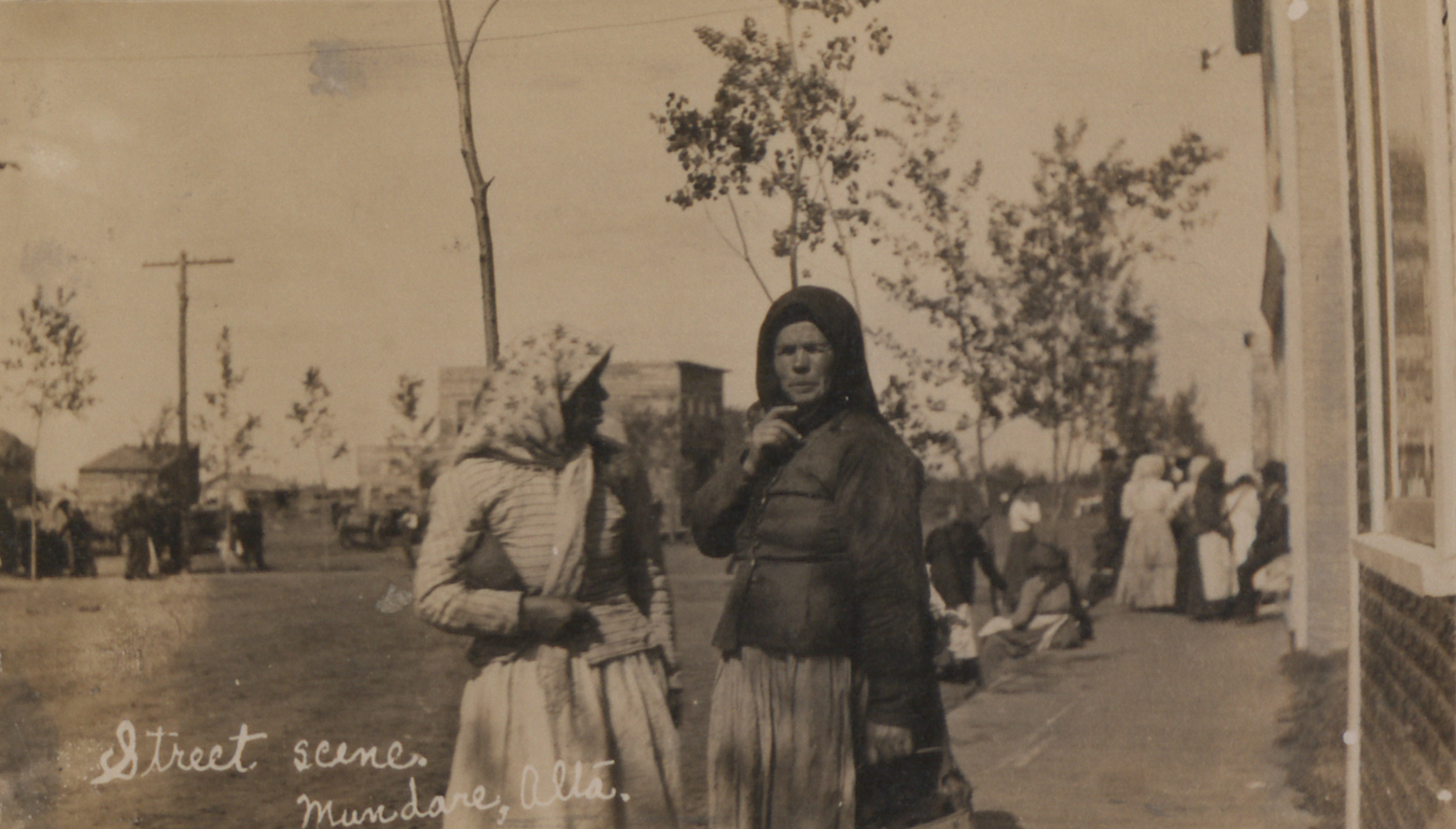
Дві жінки на вулиці в Мандері, 1911

Залізничний сайдинг на новій Північній залізничній лінії Канади був побудований в 1906 році. Це незабаром стало місцем для комерційної діяльності, а село було засновано 6 березня 1907 року. Підприємці Маккалістер та Маккаллум переїхали з Бівер-Лейк, щоб відкрити магазин в Мандері, у результаті чого були створені підприємства та склади лісозаготівель, майстерні, магазини, ріелтерські та страхові компанії, а також почала видаватись газета українською мовою.
Округ Бівер-Лейк став місіонерською базою для Ордена Отців Василіян та Сестер Служебниць Непорочної Діви Марії, які оселились тут близько 1902 року під проводом отця П. Філяса. Їх перший будинок був на фермі близько трьох миль на схід від Мандера, де зараз знаходиться парк-музей фермерства. У 1910 році була побудована Українська Католицька Церква Св. Петра і Павла. Монастир побудовано у 1922 році отцем Н. Крижановським та в 1935 році Голгота-Грот. Нинішня церква була відкрита в 1968 році. Сестри Служебниці Непорочної Діви Марії побудували монастир у 1926 році і переселили свою школу та дитячий будинок з ферми. Будівництво Національної зали на головній вулиці в 1917 році стало місцем проведення різноманітних культурних та громадських заходів. Вона була замінена в 1925 році, після пожежі, оригінал знищено. Новий зал був відкритий в 1964 році.
Село, назване на честь першого майстра станції Вільяма Мандера, було розроблено за планом "T-Town", з головною вулицею, що простягається перпендикулярно до колії, на північ від станції. У 2007 році відбулися святкування 100-річчя з дня заснування містечка.

## Населення
За переписом 2016 року у Мандері проживало 852 осіб. Густота населення 203,6 осіб на км².

## Пам'ятні місця

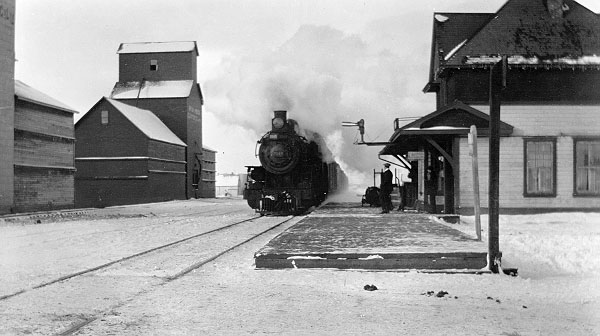
Залізнична станція в Мандері, Альберта. 30 грудня 1920 року

У Мандері розташований найстарший в Канаді монастир отців Василіян, побудований у 1922 році. У його піку він містив понад п'ятдесят монахів, а сьогодні в ньому проживають не більше десятка монахів Василіян. При монастирі діє музей, що з гордістю представляє історію українського селища з великою колекцією літургійних книг XVI-XVII століття з України. Він почав набувати форм у 1953 році і офіційно відкритий у 1957 році. У 1991 році, щоб відзначити 100-річчя українського селища в Канаді, Отці Василіяни побудували прекрасний новий музей, де зберігаються колекції релігійних та українських народних артефактів. Він висвітлює життя видатних чоловіків та жінок, які служили Господу та українському народу в Канаді. Експонати висвітлюють історію Василіанського ордену; монахи, священики, єпископи та черниці; і відстежують розвиток Української католицької церкви в Канаді з 1902 року по теперішній час. Немає плати за вхід, але пожертви приймаються. Також у 1934 році збудовано грот «Голгота Мандер», до якого відбуваються прощі вірних УГКЦ.
У Мандері встановлено найбільший у світі пам'ятник ковбасі.

## Відомі українці

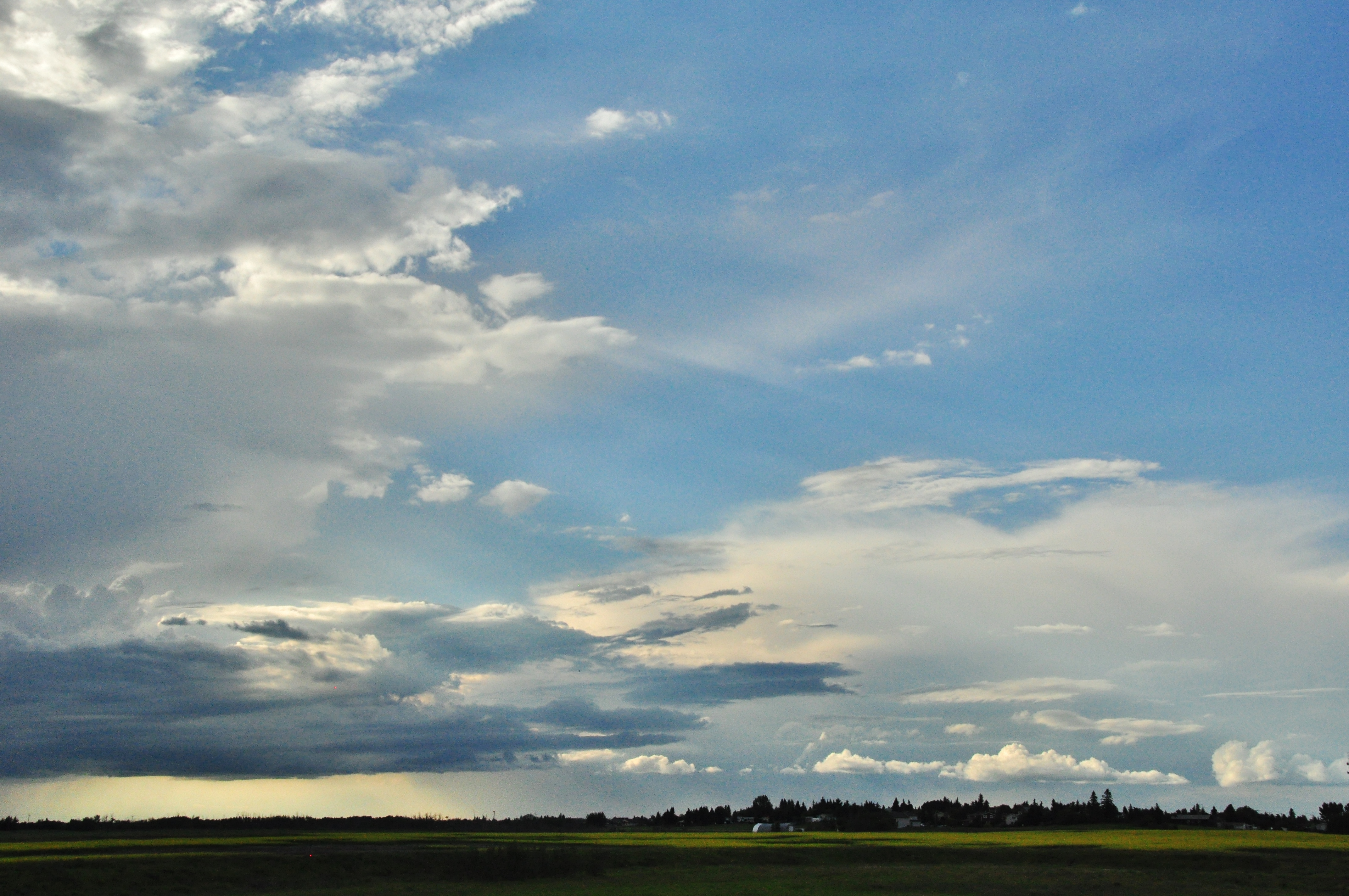
Прерії навколо Мандера

### Уродженці
- Альберт Бандура — канадський психолог українського походження.
- Мирон Дацюк — єпископ УГКЦ.
- Польова Ганна Михайлівна — українська канадійська письменниця.
- Семчишин Орест — фотохудожник.

### Померли
- о. Порфирій Боднар